# Unistd.h
Nei linguaggi di programmazione C e C++, unistd.h è il file header che consente l'accesso alle API dello standard POSIX.
Nei sistemi operativi Unix-like, l'interfaccia unistd.h contiene funzioni wrapper delle chiamate di sistema basilari del sistema operativo, come fork, pipe e primitive I/O (read, write, close etc.).
Alcuni ambienti particolari come Cygwin e MinGW hanno una loro versione di unistd.h, in modo da renderlo compatibile con altri sistemi operativi come Windows.